# Kyrylo Budanov
Kyrylo Oleksijovyč Budanov (in ucraino Кирило Олексійович Буданов?; Kiev, 4 gennaio 1986) è un generale e agente segreto ucraino.

## Biografia
Nato a Kiev nel 1986 ha compiuto gli studi militari presso l'accademia militare di Odessa. Ha preso parte a diverse operazioni nel corso del conflitto russo-ucraino. Il 4 aprile 2019 la sua auto è stata fatta esplodere a Kiev da un uomo con passaporto kirghiso, che aveva l'obiettivo di ucciderlo con un'autobomba; giornalisti militari hanno affermato che si sarebbe trattata di una rappresaglia per un raid dell'intelligence ucraina riuscito in Crimea nell'agosto 2016. Una simile sorte era toccata infatti al commilitone Maksym Šapoval nel 2017.
Con decreto del presidente Volodymyr Zelens'kyj è stato nominato il 5 agosto 2020 come capo del Direttorato principale dell'Intelligence del Ministero della difesa nell'ottica di "intensificare il lavoro sulla risoluzione dei problemi di sicurezza".
Il 7 settembre 2023 è stato promosso a tenente generale.

## Controversie
Nel 2021 è emerso che Budanov avrebbe vissuto nella stessa tenuta del viceministro degli affari interni Oleksandr Gogilashvili, al centro di diverse controversie.